# Wie schön leuchtet der Morgenstern (himno)

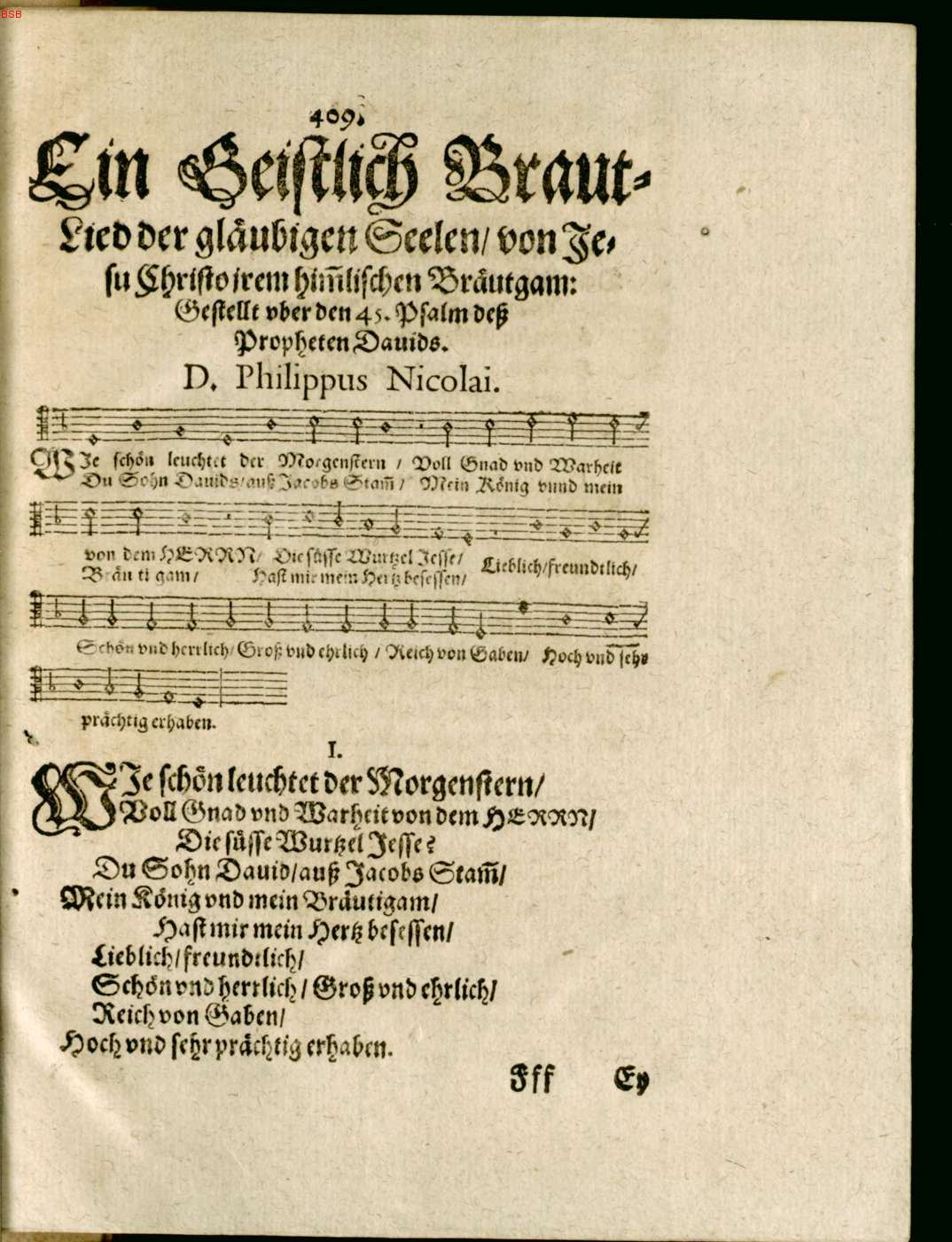
Primera publicación del himno en 1599 Frewdenspiegel deß ewigen Lebens de Philipp Nicolai.

Wie schön leuchtet der Morgenstern es un himno luterano escrito por Philipp Nicolai en 1597 y publicado por primera vez en 1599. Inspiró escenarios musicales a lo largo de los siglos, en particular la cantata coral de Johann Sebastian Bach Wie schön leuchtet der Morgenstern, BWV 1, pero también obras vocales e instrumentales de compositores como Peter Cornelius, Felix Mendelssohn, Max Reger, Hugo Distler, Ernst Pepping, Mauricio Kagel y Naji Hakim.

## Historia
Nicolai escribió el texto en respuesta a una epidemia de peste negra en 1597. El himno, de siete estancias, se basa en el Salmo 45, una canción mística de bodas. Se identifica a Jesús con la estrella de la mañana, según Apocalipsis 22:16, y con el novio del salmo.
Nicolai publicó el himno por primera vez en 1599 en su colección Frewdenspiegel deß ewigen Lebens (Espejo de alegría de la vida eterna) en Fráncfort, junto con «Wachet auf, ruft uns die Stimme». Lo presentaba como «Ein Geistlich Brautlied der Gläubigen Seelen / von Jesu Christo irem himlischen Bräutgam: Gestellt ober den 45. Psalm deß Propheten Dauids» (Una canción nupcial espiritual del alma creyente / acerca de Jesucristo, su esposo celestial, fundada en el Salmo 45 del profeta David).

## Melodía
La melodía del himno, Zahn n.º 8359, fue codificada entonces como una creación de Nicolai. Charles Sanford Terry afirmó en un artículo en 1917 que la melodía era al menos 61 años más antigua que la publicación de Nicolai. Joachim Stalmann escribió en 2000 que la melodía de Nicolai recuerda («hat Anklänge») a una melodía de 1538 publicada en el Salterio de Estrasburgo en 1539 con la canción «Jauchzet dem Herren alle Land», posiblemente de Jakob Dachser.

## Arreglos musicales
Las palabras, que hablan de süße musica (música dulce) en la sexta estancia y la melodía han inspirado a los compositores a realizar arreglos vocales e instrumentales. Otros himnos a la melodía de Nicolai incluyen «O heilger Geist, kehr bei uns ein» de Michael Schirmer (1640).

### Obras vocales
Muchos compositores de la época utilizaron «Wie schön leuchtet der Morgenstern». Dieterich Buxtehude lo empleó (BuxWV223), al igual que Johann Kuhnau. Michael Praetorius publicó un escenario en Polyhymnia Caduceatrix et Panegyrica (1618–19, Wolfenbütte).
Johann Sebastian Bach basó en él su cantata coral Wie schön leuchtet der Morgenstern, BWV 1. Utilizó estancias individuales para otras cantatas, la cuarta estancia para cerrar Erschallet, ihr Lieder, erklinget, ihr Saiten!, BWV 172, la quinta en Wer da gläubet und getauft wird, BWV 37, la sexta en Schwingt freudig euch empor, BWV 36 y la séptima para cerrar Ich geh und suche mit Verlangen, BWV 49. Las últimas líneas de la séptima estancia forman la coral final de Nun komm, der Heiden Heiland, BWV 61.
Wilhelm Friedemann Bach compuso una cantata, Wie schön leuchtet der Morgenstern (F 82). Christian Geist puso la letra para soprano, dos violines, viola da gamba y bajo continuo.
En 1870, Peter Cornelius publicó su segunda versión de «Die Könige» (Los reyes), parte de seis Weihnachtslieder, op. 8, una canción para voz solista y piano con la melodía «Wie schön» en el acompañamiento; esto fue posteriormente reelaborado en un himno de Epifanía en inglés para voz solista y coro en el que el solista canta el texto «Three Kings from Persian lands afar...» (Tres reyes de tierras persas lejanas...), usando la melodía original de Cornelius, sobre el coro que interpreta la melodía coral debajo (tomada del acompañamiento de piano original de Cornelius). Una versión de «The Three Kings» (Los Tres Reyes) se incluye en el primer volumen de la popular compilación de David Willcocks y Reginald Jacques Carols for Choirs.
Christus es el título que dio el hermano del compositor, Paul, a los fragmentos de un oratorio inacabado de Felix Mendelssohn, publicado póstumamente como op. 97. Las porciones completas incluyen un arreglo de cuatro voces de la melodía coral en el coro «There Shall a Star from Jacob Shine Forth».
Hugo Distler trató la melodía tanto instrumental como vocalmente, con un arreglo a capela para cuatro voces. Mauricio Kagel citó la estancia «Zwingt die Saiten in Cythara» en su oratorio Sankt-Bach-Passion que narra la vida de Bach, compuesto para el tricentenario del nacimiento del compositor en 1985.

### Obras instrumentales
Bach escribió varios preludios corales para órgano en la coral. Su alumno Johann Ludwig Krebs escribió un preludio de la melodía coral. También lo hizo Johann Pachelbel en su Erster Theil etlicher Choräle y su alumno Johann Heinrich Buttstett, quien compuso un escenario coral para órgano. Dieterich Buxtehude también escribió una fantasía coral Wie schön leuchtet der Morgenstern (BuxWV 223).
Felix Mendelssohn utilizó este tema como cantus firmus en una de sus primeras fugas para cuarteto de cuerdas (MWV R 12), compuesta en 1821 cuando tenía 12 años, como ejercicio de composición de contrapunto cuando estudiaba con Carl Friedrich Zelter.
En 1899, Max Reger compuso una fantasía de órgano sobre «Wie schön leucht't uns der Morgenstern», la primera de dos, Zwei Choralphantasien, op. 40. También escribió en 1902 un preludio coral, n.º 49 en su colección de 52 preludios corales, op. 67. Ernst Pepping escribió en 1933 una partita, «Partita über den Choral "Wie schön leuchtet der Morgenstern"». En 1954, Jan Koetsier compuso la «Partita for English Horn and Organ» op. 41, n.º 1, que incluye la melodía interpretada por el corno inglés sobre un acompañamiento de órgano en el movimiento final.
Hugo Distler compuso un preludio para órgano titulado «Vorspiel und Satz "Wie schön leuchtet der Morgenstern"», su op. 8, n.º 3. Howard Hanson utilizó la melodía coral como base para su obra orquestal Dies Natalis (1967). En 1974 Gloria Coates compuso «Phantasie über "Wie schön leuchtet der Morgenstern"» para viola amplificada y órgano. Rolf Schweitzer escribió en 1983 un trabajo meditativo para órgano, «Orgelmeditation "Morgenstern"». Naji Hakim compuso en 2008 Wie schön leuchtet der Morgenstern, variaciones para oboe (flauta, violín) y órgano. El organista y compositor Paul Manz también creó un escenario coral para órgano llamado «How Lovely Shines the Morning Star».